# Brauner Sattelrückentamarin
Der Braune Sattelrückentamarin (Leontocebus fuscus, Syn.: Saguinus fuscus) ist eine Art aus der Familie der Krallenaffen (Callitrichidae) die im nordwestlichen Amazonasbecken vorkommt. Das schmale Verbreitungsgebiet liegt im südöstlichen Kolumbien und im nordwestlichen Brasilien zwischen dem Rio Japurá im Norden und dem Río Putumayo im Süden und reicht im Westen bis zu den Vorbergen der Anden.

## Merkmale
Der Braune Sattelrückentamarin erreicht eine Kopf-Rumpf-Länge von etwa 23 cm, hat einen ca. 35 cm langen Schwanz und erreicht ein Gewicht von 350 bis 400 g. Die Tiere sind überwiegend bräunlich gefärbt. Das Gesicht ist weitgehend schwarz, der Bereich um Mund und Nase grau und die Kopfseiten unterhalb der Ohren rötlich-braun oder schwarz-braun. Der Rücken ist schwarz, grau oder rötlich marmoriert. Die Oberseite von Händen und Füßen ist schwärzlich, oft mit einem orangen Einschlag. Der Schwanz ist schwarz, die Schwanzunterseite und das körpernahe Drittel ist rötlich-braun.

## Lebensweise
Der Braune Sattelrückentamarin kommt in primären und sekundären Tieflandregenwäldern sowie an den Vorbergen der Anden in Wäldern bis in Höhen von 500 Metern vor. Er bevorzugt Sekundärwälder und Waldränder mit dichtem Unterholz. Wie andere Krallenaffen ernährt er sich von kleinen Früchten, Nektar, Milchsaft und Kleintieren. Gruppen die in freier Wildbahn beobachtet wurden umfassten fünf bis zehn Individuen. Auch gemischte Gruppen mit dem Springtamarin (Callimico goeldii) wurden beobachtet. Das Verhalten des Braunen Sattelrückentamarins wurde bisher nicht näher erforscht.

## Systematik
Der Braune Sattelrückentamarin wurde 1840 durch den französischen Naturforscher René Primevère Lesson als Leontocebus fuscus beschrieben, später jedoch als Unterart dem Braunrückentamarin (Leontocebus fuscicollis) zugeordnet. Heute gilt er – wie viele andere ehemalige Unterarten des Braunrückentamarins – als eigenständige, monotypische Art. Er ist näher mit dem Schwarzrückentamarin (Leontocebus nigricollis) verwandt als mit dem Braunrückentamarin.